# Uncinocythere columbia
Uncinocythere columbia är en kräftdjursart som först beskrevs av Dobbin 1941.  Uncinocythere columbia ingår i släktet Uncinocythere och familjen Entocytheridae. Inga underarter finns listade i Catalogue of Life.